# Haiti ai XVII Giochi paralimpici estivi
Haiti ha partecipato ai XVII Giochi paralimpici estivi che si sono svolti a Parigi in Francia, dal 28 agosto all'8 settembre 2024, con una delegazione di un atleta uomo, che ha gareggiato in una disciplina.

## Atletica leggera
Fonte:
| Atleta           | Evento                      | Finale    | Finale    |
| Atleta           | Evento                      | Risultato | Posizione |
| ---------------- | --------------------------- | --------- | --------- |
| Ywenson Registre | Getto del peso F57 maschile | 6,95      | 11°       |